# 史伯村
史伯村，是中华人民共和国山西省临汾市翼城县王庄镇下辖的一个村。

## 历史文化
史伯村于2019年1月21日公布为第七批中国历史文化名村。
史伯村于2019年6月6日公布为第五批中国传统村落。